# 松原清介
松原 清介（まつばら せいすけ、元禄4年（1691年） - 正徳元年11月26日（1712年1月4日））は、江戸時代中期の一揆指導者。

## 経歴・人物
周防吉敷郡長野村（現：山口県山口市大内長野）の庄屋に生まれる。
当時、村は長州藩重臣益田就高の地方知行地であったが、村民はその苛政に苦しんでいた。宝永7年（1710年）清介と常田角左衛門は、強制開墾や苛税など苛政の実情を藩庁に越訴（長野村百姓一揆）。訴えは聞き入れられたが、越訴の罪で処刑された。